# Mercury-Redstone 4

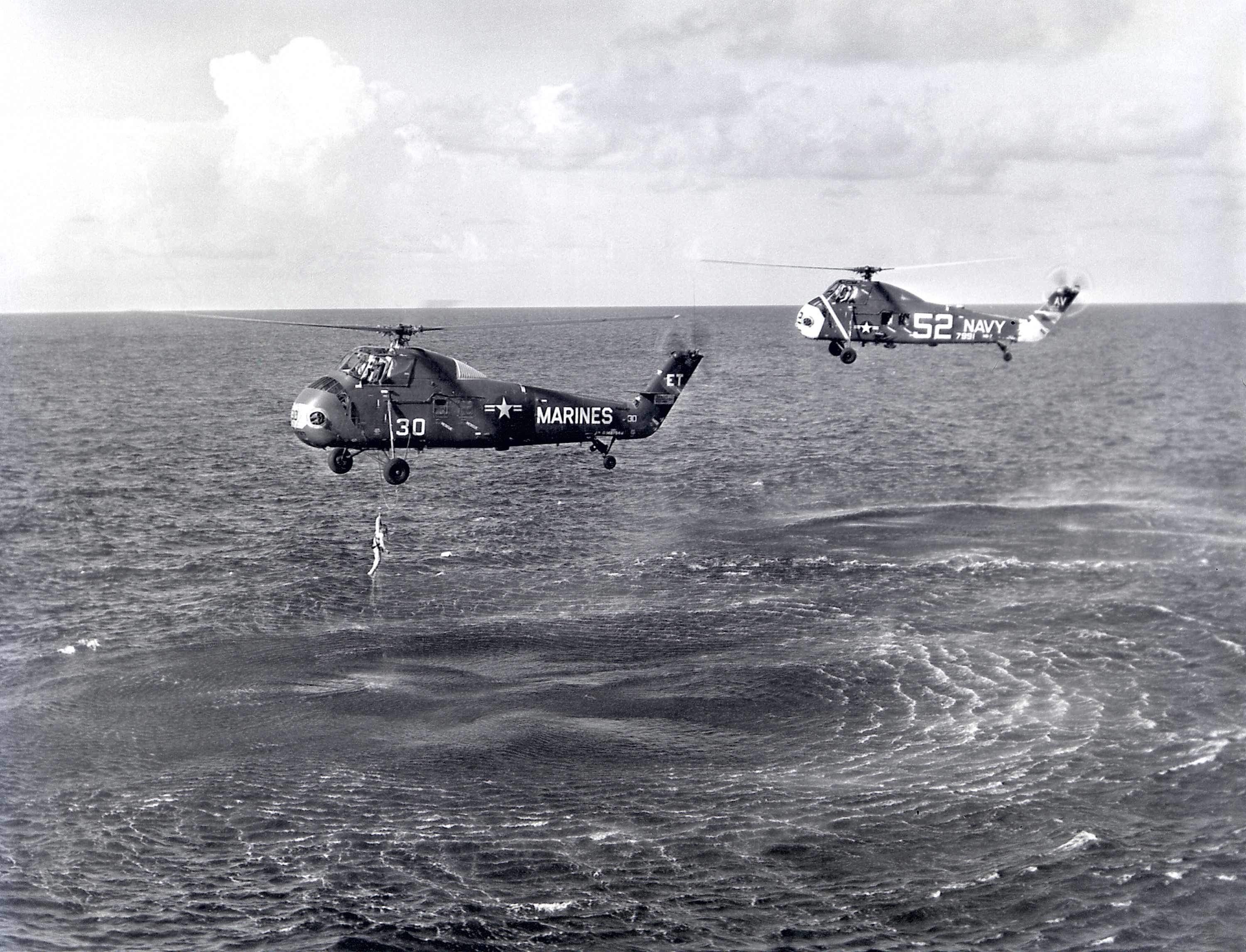
Grissom podnoszony z wody przez śmigłowiec

Misja Mercury-Redstone 4 (MR-4) miała miejsce 21 lipca 1961 roku i była drugim amerykańskim załogowym lotem kosmicznym w ramach programu Mercury.
Na pokładzie znajdował się astronauta Virgil Grissom. Był to również lot suborbitalny podobnie jak w przypadku wyprawy Mercury-Redstone 3. Nie planowano w czasie tej misji osiągnięcia orbity okołoziemskiej. Poza tym użyta rakieta nośna Redstone nie miała takich możliwości. Kapsuła Liberty Bell 7 zatonęła po wodowaniu, a sam astronauta został wyciągnięty z wody po dramatycznej akcji ekipy ratunkowej.
Virgil Grissom został wybrany do tej misji w styczniu 1961 roku. Jego dublerem został John Glenn. Oficjalnie ogłoszono to 15 lipca 1961 na kilka dni przed planowanym startem.
Pozostali astronauci programu Mercury znajdowali się w ośrodku kierowania. Funkcja tzw. CapCom, czyli utrzymującego łączność z kabiną załogową przypadła Alanowi Shepardowi.
Kapsuła Mercury o numerze seryjnym 11 została dostarczona na przylądek Canaveral 7 marca 1961 roku, natomiast rakieta nośna Redstone (numer seryjny 8) – 12 czerwca 1961 roku.
Dla upamiętnienia „Dzwonu Wolności” w Filadelfii Grissom nadał kapsule nazwę Liberty Bell 7. Podczas poprzedniego lotu Shepard przy kryptonimie kapsuły wybrał liczbę 7. Grissom zamiast 11 (bo taki był seryjny numer kapsuły) pozostawił „siódemkę” jako odniesienie do siedmiu astronautów wybranych do programu Mercury.
Kapsuła Liberty Bell 7 w odróżnieniu od Freedom 7 posiadała dwie istotne zmiany konstrukcyjne. Nowe okno w kształcie trapezu dawało astronaucie lepszy widok na zewnątrz kabiny. Poza tym właz do kabiny zaopatrzono w ładunki wybuchowe, aby po wodowaniu astronauta mógł łatwiej opuścić kapsułę. Mechanizm ten podczas operacji lądowania odegrał, jak się później okazało, ogromną rolę.
25 maja prezydent Stanów Zjednoczonych John F. Kennedy w swoim historycznym przemówieniu w Kongresie USA zapowiedział lądowanie człowieka na Księżycu jeszcze przed końcem lat 60.
Początkowo start planowano na 18 lipca 1961, ale z powodu złej pogody został przełożony na następny dzień. 19 lipca 1961 również nie doszedł on do skutku, bowiem na 10 minut przed końcem odliczania przerwano je z powodów technicznych, a datę startu przesunięto o dwa dni.
W końcu rakieta Redstone z kapsułą Liberty Bell 7 21 lipca 1961 roku opuściła platformę startową. Po 2 minutach i 22 sekundach od odpalenia silników kapsuła odłączyła się od rakiety Redstone. Prędkość, jaką osiągnęła kapsuła, wyniosła 2 km/s. Blisko 5 minut Grissom przebywał w stanie nieważkości.
Grissom mógł obracać kapsułę wokół kilku osi. Po osiągnięciu maksymalnej wysokości odpalono silniki hamujące. Podczas opadania astronauta zauważył rozerwanie w spadochronie, ale na szczęście nie powiększyło się ono aż do samego wodowania. Ostatecznie Liberty Bell 7 po locie trwającym 15 minut i 37 sekund opadła na powierzchnię oceanu w odległości 487 km od miejsca startu.
Do momentu wodowania lot przebiegał bez zakłóceń. Nad miejscem wodowania bardzo szybko pojawił się śmigłowiec. Grissom był jeszcze wewnątrz kabiny, gdy niespodziewanie odpalił ładunek wybuchowy zainstalowany przy włazie. Woda natychmiast wdarła się do wnętrza kabiny.
Astronauta szybko zdjął hełm i odłączył przewody tlenowe, dzięki czemu mógł przez otwarty luk ratować się w oceanie. Początkowo Grissom bez wysiłku utrzymywał się na powierzchni wody, ponieważ pomagało mu w tym powietrze w kombinezonie. Uchodziło ono jednak bez przerwy przez przewód tlenowy, którego astronauta w pośpiechu przy opuszczaniu kabiny zapomniał zamknąć. W miejsce powietrza do wnętrza kombinezonu zaczęła dostawać się zimna woda, która powodowała, że stawał się on coraz cięższy, co niesamowicie utrudniało astronaucie pływanie. Poza tym Grissoma zaczęły zalewać fale wzbudzane przez wirnik drugiego śmigłowca, który pojawił się nad miejscem wodowania. Bardzo szybko tracił on siły w walce z żywiołem. Niewiele brakowało, aby utonął.
Pilot jednego z dwóch śmigłowców, które znajdowały się w pobliżu Liberty Bell 7 sprawnie, podczepił do liny kapsułę. Niestety wkrótce lampki kontrolne w kokpicie helikoptera zaczęły sygnalizować przeciążenie silników. Woda, jaka wlewała się do środka pojazdu, zwiększyła jego ciężar do tego stopnia, że podniesienie ładunku z powierzchni oceanu zaczęło przekraczać możliwości maszyny.
Drugi śmigłowiec, który miał zabrać na swój pokład astronautę, oczekiwał w pewnym oddaleniu. Załoga podejmowała próby zrzucenia Grissomowi koła ratunkowego, ale były one nieudane.
W międzyczasie piloci pierwszego ze śmigłowców podejmowali wszelkie możliwe próby uratowania kapsuły. Ciężar kołyszącej się kapsuły wypełnionej wodą okazał się jednak zbyt duży, aby poradziły sobie z nim silniki helikoptera. Groziło to ich awarią z powodu przeciążenia. Pilot podjął decyzję o odcięciu liny, by ratować śmigłowiec i załogę. Natychmiast oddalił się, by umożliwić pracę drugiej maszynie. Ten manewr pozwolił na wyciągnięcie z wody tonącego astronauty, w której spędził on prawie cztery minuty. Liberty Bell 7 zatonęła w Atlantyku i osiadła na głębokości około 5000 metrów.
Komisja z udziałem astronauty Waltera Schirry poszukiwała wyjaśnienia przyczyny niespodziewanej eksplozji. Przeprowadzono wiele testów, ale podczas żadnego z nich nie doszło do niekontrolowanego wybuchu. Do dzisiaj nie wiadomo dlaczego doszło do odstrzelenia włazu kapsuły. Przypuszcza się, że albo pilot mógł w kabinie przypadkowo uruchomić ładunki wybuchowe, albo odpalenie spowodowane zostało przypadkowym uruchomieniem mechanizmu przez ekipę ratunkową.
Poszukiwania zatopionej kapsuły rozpoczęto w 1994 roku. Jej poszukiwania trwały 5 lat. Liberty Bell 7 została wydobyta z dna Atlantyku 20 lipca 1999 roku. Podniesiono ją z głębokości ponad pięciu kilometrów. Obecnie jest eksponatem w Kansas Cosmosphere and Space Center.
Pomimo tego, że ostatecznie Liberty Bell 7 została utracona, to jednak udowodniła przydatność kapsuł Mercury do lotów w kosmos. Dalsze loty suborbitalne zostały odwołane, a w następnych lotach programu Mercury używano już rakiety nośnej Atlas, która wynosiła już na orbitę okołoziemską obiekty, ale na ich pokładach w charakterze pasażerów występowały jedynie małpy.
Grissom gwałtownie odpierał zarzuty, że mógł odstrzelić luk celowo czy nieumyślnie. Nie mógł również pogodzić się z faktem, że stracił Liberty Bell 7. Pomimo że nie został całkowicie oczyszczony z podejrzeń co do przyczynienia się do zatopienia kapsuły, Grissom pozostał członkiem korpusu amerykańskich astronautów. W niedługim czasie wyznaczono go dowódcą dwuosobowego statku kosmicznego Gemini 3.
Inny właz do kabiny kosztował Grissoma życie. Podczas testu statku Apollo 1 w kabinie wybuchł pożar. Ekipy ratunkowe nie były w stanie na czas otworzyć włazu. Grissom oraz jego koledzy z załogi Edward Higgins White i Roger Chaffee ponieśli śmierć w kabinie.